# Mathilde Andersen
Mathilde Andersen (Christiania, 15 maart 1836-circa 31 januari 1906) was een Noors zangeres.
Haar stem werd eigenlijk ontdekt door haar gouvernante, van wie ze enige lessen kreeg. Ole Bull hoorde haar vervolgens zingen op een boerderij in de omgeving van Hamar en beval haar een muziekopleiding aan. Ze volgde daarop lessen bij Emma Dahl, Fritz Arlberg, Severine Tellefsen en Pauline Viardot-Garcia. Ook volgden er lessen in Stockholm (bij Berg) en Berlijn (Stockhausen). Ze was een van de beste sopranen van Noorwegen van haar tijd, met wat later opgetekend werd een zacht karakter. Zelf gaf ze ook veelvuldig les. Ze werd ontslagen bij het Christiania Theater, terwijl ze toen nog bekendstond als een van de beste sopranen van Noorwegen. Ze kreeg echter ruzie met de leiding van het muziekinstituut van Oslo en vertrok naar Berlijn om daar verder les te geven. Ze kwam terug naar Noorwegen en gaf wederom zanglessen.
Ingeborg Pettersen en Johanna Høst waren leerlingen van haar.
Enkele concerten:
- 4 april 1868: Concert met Edvard Grieg; ze zong de Noorse première van Niels Gades Korsfarerne
- 30 september 1871: concert met Agathe Backer, Hilda Nilsen, Martin Ursin en het orkest van het Christiania Theater onder leiding van Johan Edvard Hennum